# Драгшина
Драгшина (рум. Dragșina) — село у повіті Тіміш в Румунії. Входить до складу комуни Кеверешу-Маре.
Село розташоване на відстані 392 км на північний захід від Бухареста, 17 км на південний схід від Тімішоари.

## Населення
За даними перепису населення 2002 року у селі проживали 505 осіб.
Національний склад населення села:
| Національність | Кількість осіб | Відсоток |
| -------------- | -------------- | -------- |
| румуни         | 268            | 53,1%    |
| угорці         | 194            | 38,4%    |
| цигани         | 37             | 7,3%     |
| українці       | 5              | 1,0%     |

Рідною мовою назвали:
| Мова      | Кількість осіб | Відсоток |
| --------- | -------------- | -------- |
| румунська | 284            | 56,2%    |
| угорська  | 187            | 37,0%    |
| циганська | 34             | 6,7%     |